# Сипайло, Андрей
Андре́й Сипа́йло (латыш. Andrejs Sipailo; род. 7 января 1971, Даугавпилс) — латвийский футбольный арбитр, а также тренер детской команды «Даугава» 2001 года рождения.
В Латвийской футбольной федерации Андрей Сипайло является футбольным координатором Даугавпилса, а также ответственным за действия арбитров в Латгальском регионе.
В 2012 году не вошёл в список судей ФИФА от Латвии.
С 2012 года — инспектор.